# Irländska kyrkan
Irländska kyrkan är en självständigt samfund inom Anglikanska kyrkogemenskapen som verkar på Irland. Den Irländska kyrkan finns på hela ön, även efter 1921 då ön delades i Republiken Irland och Nordirland.

## Historisk utveckling
En irisk kyrka grundades genom missionsinsatser av walesaren Patrick och andra missionärer under 400-talet. Öns gudstjänstliv kom att firas enligt keltisk rit, och klostren hade en mer central roll i kyrkoorganisationen än vad fallet var på kontinenten. Den irländska kyrkan övergick efter kyrkomötena i Rathbreasail 1118 och Kells 1152 till romersk rit, och en stiftsorganisation av kontinentalt snitt utvecklades. Den irländska katolska kyrkan leds, då och nu, av ärkebiskopen av Armagh.
Irland kom under engelsk överhöghet 1171 när kung Henrik II av England lät invadera ön. Engelska kyrkan blev ett självständigt trossamfund 1534, och ett irländskt självständig statskyrka bildades 1536. Till skillnad från England kom dock den Irländska kyrkan endast att omfattas av en bråkdel av nationen, huvudsakligen engelsktalande godsägare och deras folk. Majoriteten av Irlands befolkning förblev medlemmar i den Romersk-katolska kyrkan, och de flesta engelskspråkiga irländare valde att tillhöra Presbyterianska kyrkan. Antalet irländska anglikaner, som utgör en medelväg mellan de båda förutnämnda trossamfunden, har därmed alltid varit litet.

### Statskyrka - Fritt trossamfund
Irländska kyrkan blev statskyrka 1536 och den katolska folkmajoriteten förföljdes av statens och kyrkans representanter. Under tiden från 1536 och fram till antagandet av den s.k. Papists Act 1778, förekom att katoliker var nominella medlemmar av Irländska kyrkan, men efter denna tid blev de faktiska medlemsantalen i de båda trossamfunden skönjbara. Rösträtt för katoliker infördes först 1793 och det var inte förrän 1829 som katoliker blev valbara och kunde inneha offentliga ämbeten.
När Förenade kungariket Storbritannien och Irland bildades år 1801 blev den anglikanske ärkebiskopen av Armagh och tre andra irländska anglikanska biskopar ledamöter i det brittiska överhuset. Detta bruk avskaffades dock när Irländska kyrkan blev fri från staten 1871, när 1869 års irländska kyrkolag trädde i kraft. Samtidigt inrättades det irländska kyrkomötet. 

## Lära

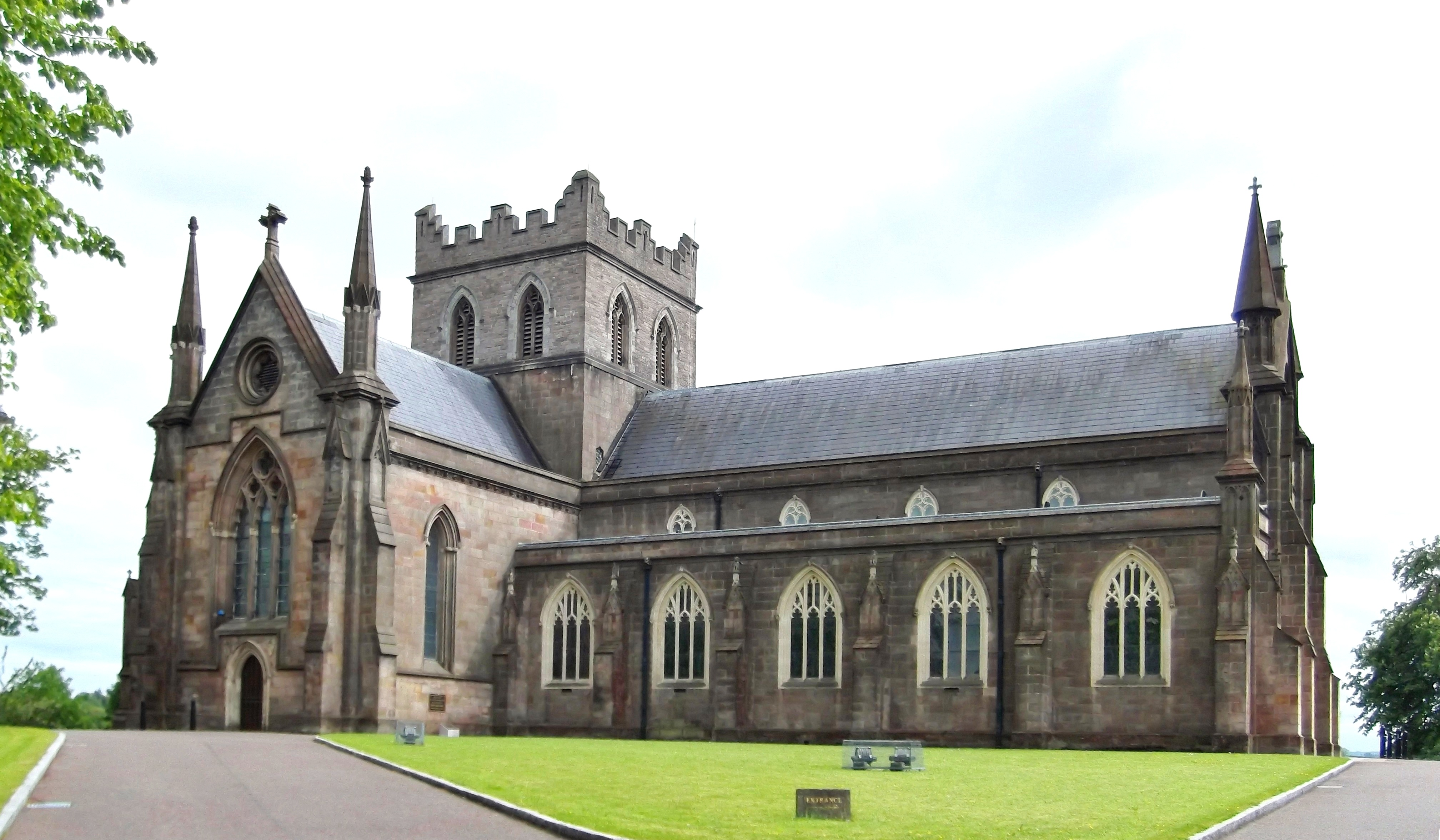
Saint Patrick's Cathedral i Armagh är säte för ärkebiskopen av Armagh, Irländska kyrkans ledare.

I likhet med reformationen i England behölls de tre gamla trosbekännelserna och det tredelade kyrkliga apostoliska ämbetet med diakoner, präster och biskopar, men till skillnad från Engelska kyrkan utvecklade Irländska kyrkan en mera reformert profil. Under ärkebiskop Ussher av Armagh antog Irländska kyrkan 1615 Irländska artiklarna, som bejakade predestinationsläran, men de föll ur bruk vid restaurationen 1660. De trettionio artiklarna antogs först 1634, och har i den Irländska kyrkan behållit en betydligt starkare ställning än i de flesta andra anglikanska kyrkor.

### Kvinnliga präster
Irländska kyrkan prästviger kvinnor sedan 1991.

### Iriska
Kyrkans huvudsakliga språk är engelska, men när hela eller delar av församlingen talar iriska kan gudstjänsten också firas på detta språk. I dessa fall ska kyrkorådet se till att Den allmänna bönboken (engelska: Book of Common Prayer) och missale finns tillgängliga på iriska.
Nya testamentet översattes till iriska 1602 och hela Bibeln förelåg 1680. Den allmänna bönboken översattes 1606, och reviderades 1712, 1878, 1926 och 2004.

## Organisation

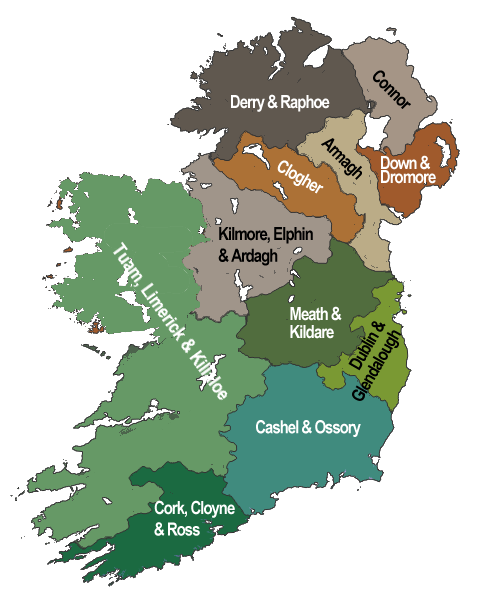
Irländska kyrkans provings- och stiftsindelning.
▉▉▉ Armaghprovinsen
▉▉▉ Dublinprovinsen

Irländska kyrkan är indelad i två kyrkoprovinser och 12 stift.
- De förenade provinserna Armagh och Tuam, även kallad Norra kyrkoprovinsen eller Armaghprovinsen.

Ärkebiskopen av Armagh är provinsens primas och kyrkans främsta företrädare. I provinsen ingår följande stift:
1. Armagh
2. Clogher
3. Connor
4. Derry and Raphoe
5. Down and Dromore
6. Kilmore, Elphin and Ardagh
7. Tuam, Killala and Achonry

- De förenade provinserna Dublin och Cashel, även kallad Södra kyrkoprovinsen eller Dublinprovinsen.

Ärkebiskopen av Dublin är provinsens primas, och kyrkans näst främsta företrädare efter ärkebiskopen av Armagh.
1. Dublin and Glendalough
2. Cashel, Waterford, Lismore, Ossory, Ferns and Leighlin
3. Cork, Cloyne and Ross
4. Limerick, Ardfert, Aghadoe, Killaloe, Kilmacduagh and Emly
5. Meath and Kildare

## Flagga

Sankt Patriks flagga är den Irländska kyrkans flagga.